# Stephanie Elkins
Stephanie Elkins (1963) è un'ex nuotatrice statunitense.

## Carriera
Specializzata nello stile libero, ha vinto un titolo mondiale nella staffetta 4x100m stile libero.

## Palmarès
- Mondiali

Berlino 1978: oro nella 4x100m stile libero.
- Giochi Panamericani

San Juan 1979: oro nella 4x100m stile libero.